# 4716 Urey
4716 Urey (1989 UL5) là một tiểu hành tinh vành đai chính được phát hiện ngày 30 tháng 10 năm 1989 bởi S. J. Bus ở Cerro Tololo.